# Toni Seven
June Elizabeth Millarde (Nova Iorque, Nova York, Estados Unidos, 6 de julho de 1922 – Gaithersburg, Maryland, EUA, 21 de maio de 1991), mais conhecida como Toni Seven, foi uma modelo e atriz norte-americana.

## Biografia
Millarde era filha única do diretor de cinema Henry F. Millarde e Helen Elizabeth Lawson, uma atriz de grande destaque em Hollywood, conhecida profissionalmente como June Caprice. Na época em que ela nasceu, seus pais haviam acumulado uma fortuna e se retirado do trabalho no cinema. Seven cresceu em Long Island e frequentou a escola em Great Neck.
Quando ela tinha oito anos em 1931, seu pai morreu de ataque cardíaco, com apenas 45 anos. June foi criada por sua mãe desde então, mas infelizmente sua mãe teve um ataque cardíaco enquanto lutava contra o câncer em 1936, aos quatorze anos ela então foi criada por seus avós, Peter Lawson e Anna Lawson, ambos nascidos na Noruega. Anna morreu em 1948 e Peter em 1951, e ambos parecem ter sido enterrados no Grande Mausoléu também (em Holly Terrace). A edição de 17 de junho de 1949 da revista Time relatou que ela era a herdeira de uma fortuna estimada em US $ 3.000.000. Ela se mudou para a Costa Oeste depois de se formar no colegial e fez um extenso treinamento dramático antes de decidir fazer filmes.

## Carreira
June assinou contrato com a MGM em 1941, ela abandonou a MGM depois de apenas um mês, infeliz com o fato de que eles apenas a colocaram em arte de perna. Ela assinou com a Warner Bros e começou sua carreira novamente.
No início dos anos 1940, ela apareceu em papéis menores em seis filmes. Seu primeiro filme foi  We Were Dancing, baseado em uma peça de Noel Coward. Depois participou de Yankee Doodle Dandy, considerado um dos melhores musicais dos anos 40, o último filme de Seven sob seu contrato com a Warner Bros foi Wings for the Eagle. Ciente de que sua carreira não foi a lugar nenhum rapidamente, Toni contratou Russel Birdwell e tentou de novo, o resultado foram apenas dois filmes Ladies Courageous e Once Upon a Time.
Com a Segunda Guerra Mundial, ela foi uma das muitas voluntárias na Cantina de Hollywood.
Em 1944, Seven contratou Russell Birdwell para se tornar seu assessor de imprensa. Birdwell era um cara extremamente oscilante. Enquanto ele teve grande sucesso com Jane Russell e Scarlett O'Hara, mas a maioria de seus outros “achados” acabaram se tornando completamente desconhecidos após um período de campanhas publicitárias. Ela foi muito ativa no esforço de guerra, indo a comícios, assinando fotos. Birdwell enviou milhares de suas fotos para o GI ao redor do mundo, ela foi eleita o broche mais popular para os meninos no European Theatre em 1945. Em agosto de 1944, o Seven recebia quinhentas cartas semanais de fãs.
Ela mudou seu nome para Toni Seven em junho de 1944 para que pudesse assinar seu nome Toni 7. Ela foi acompanhada ao Tribunal Superior de Los Angeles pelo advogado Jerry Giesler, quando ela solicitou a mudança de seu nome.
Seven fez parte da primeira exposição de pin-ups já realizada nos Estados Unidos. Ela foi acompanhada pelas estrelas da tela Jane Russell e Martha Tilton em um evento que incluiu fotos em tamanho real das atrizes. O show, que incluiu sessões de autógrafos e apresentações pessoais, começou em 26 de novembro de 1944 em Los Angeles, Califórnia. Em março de 1945, Seven, Ann Miller, Evelyn Ankers, Nina Foch e Renee de Marco encenaram uma sessão de strip poker no United National Clothing Drive.
No início de 1946, Toni voltou a usar seu antigo nome June Millarde. A Sociedade de Ilustradores Fotográficos elegeu as pernas de Seven como as melhores entre as características anatômicas das atrizes, que, quando combinadas, formariam o modelo perfeito. As atrizes selecionadas na votação incluem Miriam Hopkins (lábios), Paulette Goddard (busto) e Betty Grable (quadris). Os cinegrafistas anunciaram suas escolhas em maio de 1946.
Em 1946, o produtor da Broadway W. Horace Schmidlapp planejou um renascimento de Accent On Youth, de Samson Raphaelson. A apresentação teatral contaria com Seven em um papel principal. Em 1947, Seven vendeu sua casa em Benedict Canyon e se mudou para a cidade de Nova York.
Toni desistiu de sua carreira e campanha publicitária e se estabeleceu em Washington DC depois disso.

## Vida pessoal
Em 1948, Seven estava fora de Hollywood, fora do cinema e vivendo de sua herança. Ela foi internada em um hospital em outubro de 1948 para uma operação séria e estava se recuperando em novembro de 1948 em Hollywood.
Em janeiro de 1949, os jornais a relacionaram romanticamente com o senador americano Warren G. Magnuson. O senador de Washington tinha 43 anos e era descrito como o solteiro mais cobiçado do Capitólio dos Estados Unidos. Toni e o senador namoraram entre 1948 e 1953, embora alguns papéis os coloquem juntos em 1955. Durante o tempo que estiveram juntos ela deixou sua carreira de lado para acompanha-lo e agia como sua anfitriã em eventos sociais, eles viajavam muito, frequentemente visitando o Havaí. Os amigos próximos de Warren diziam que Toni era absolutamente leal a Warren, mas gostava muito de beber.
No ano de 1949 em Paris, na França, Toni conheceu o playboy peruano Alfredo Carreo, com quem teve um breve relacionamento. Em 1952, Toni foi vista com Hank Fisher, do famoso “Joe Palooka”. Em junho de 1959, ela se casou com Eric Stanley, (nome verdadeiro Stanley Arnolf Abrahamson) de Washington, DC.
Seven morreu em 21 de maio de 1991, aos 68 anos. Foi sepultada no Forest Lawn Memorial Park em Glendale, Los Angeles County, California.

## Filmografia

### Cinema
| Ano  | Título              | Personagem   | Notas         |
| ---- | ------------------- | ------------ | ------------- |
| 1942 | We Were Dancing     | Debutante    | Não Creditada |
| 1942 | Yankee Doodle Dandy | Garota Jovem | Não Creditada |
| 1942 | Wings for the Eagle | Garota       | Não Creditada |
| 1944 | Ladies Courageous   |              | Não Creditada |
| 1944 | Once Upon a Time    |              | Não Creditada |